# Любомир Гечев
Любомир Димов Гечев е български офицер, инженер, генерал-майор.

## Биография
Роден е в Долна Оряховица на 18 декември 1943 г. Член на БКП от 1967 г. Поради работата на баща му като градинар между 1950 и 1954 г. последователно живее в село Брусарци, Лом и Бойчиновци. През 1955 г. е настанен в дом за деца и юноши в Горна Оряховица, където завършва основното си образование. В периода 1957 – 1962 г. учи в техникума по двигатели с вътрешно горене „Д-р Василиади“ в Габрово. Между 1962 и 1967 г. учи във Висшето народно военно училище „Васил Левски“ във Велико Търново. Завършва с отличен успех военна специалност танкист-техник и гражданска специалност, инженер по двигатели с вътрешно горене. Службата си започва като заместник-командир по техническата част на танкова рота в четиридесет и втори танков полк в Ямбол. Там служи до 1971 г. Тогава учи в Школата за подготовка на кадри (ШПК) при Разузнавателното управление на Генералния щаб (октомври 1971 – август 1972) и завършва за военен преводач с английски език. След това започва работа в Разузнавателното управление на Генералния щаб на Българската народна армия, като от октомври до декември 1972 г. е на работа в служба ОМВ. Между 23 декември 1972 и 23 юни 1975 г. е секретар на военното представителство (на военния аташе) на България в Китайската народна република. В периода 1975 – 1978 г. учи във Военната академия „Г.С.Раковски“ в София и я завършва с отличен успех. От септември 1978 г. е старши помощник-началник на отдел „Европа и НАТО“ към служба „Информация“ на Разузнавателното управление. През 1980 г. е изпратен във Вашингтон като разузнавач под прикритието на старши помощник-началник на военния аташе с кодово име ОР „Вутов“. Там е и секретар на първичната партийна организация при посолството на НРБ в САЩ. Остава на тази позиция до септември 1984 г. След завръщането си е заместник-началник на отдел Военнополитическа и военностратегическа обстановка" в служба „Военна информация“. От 1986 г. е разузнавач V степен, а на следващата година става заместник-началник на отдел „Европа, Америка и НАТО“ в Разузнавателното управление на Генералния щаб на Българската народна армия. От 1989 г. е разузнавач III степен.
От 1 септември 1991 г. е началник на Инспекция Разоръжаване при Генералния щаб на Българската армия. От 10 март 1993 до 2 декември 1994 г. е директор на служба „Военна информация“. След това е назначен за началник на управление „Контрол на въоръженията“ на ГЩ на БА. На 27 август 1996 г. е освободен от длъжността началник на управление „Контрол на въоръженията“ на ГЩ на БА. На 7 юли 2000 г. е удостоен с висше военно звание генерал-майор и освободен от кадрова военна служба. В периода 7 август 2000 – 16 октомври 2001 г. е началник на отдел в Министерството на отбраната. Синът му Антоан Гечев също е разузнавач.

## Образование
- Техникум по механотехника, Габрово 1957 – 1962
- Висше народно военно училище „Васил Левски“ във Велико Търново 1962 – 1967, танкист-техник
- Школата за подготовка на кадри (ШПК), Разузнавателно управление на Генералния щаб септември 1971-септември 1972, военен преводач
- Военна академия „Г.С.Раковски“, София септември 1975 – юли 1978

## Военни звания
- Инженер-лейтенант (26 август 1967)[6]
- Инженер-Старши лейтенант (25 ноември 1970)[7]
- Инженер-Капитан (1 септември 1974)[8]
- Инженер-Майор (18 септември 1979)[9]
- Инженер-Подполковник (3 септември 1984)[10]
- Инженер-Полковник (26 август 1989)[11]
- Инженер-Генерал-майор с 1 звезда (?)
- Генерал-майор с две звезди (7 юли 2000)